# Azovske, Berdeansk
Azovske (în ucraineană Азовське) este o comună în raionul Berdeansk, regiunea Zaporijjea, Ucraina, formată numai din satul de reședință.

## Demografie
Componența lingvistică a comunei Azovske
     Rusă (79,86%)
     Ucraineană (16,7%)
     Bulgară (3,11%)
     Alte limbi (0,08%)
Conform recensământului din 2001, majoritatea populației comunei Azovske era vorbitoare de rusă (79,86%), existând în minoritate și vorbitori de ucraineană (16,7%) și bulgară (3,11%).